# Kasteel van Vaire
Het Kasteel van Vaire (Frans: Château de Vaire) is een kasteel in de Franse gemeente Vaire. Het kasteel is een beschermd historisch monument sinds 1998.